# Vic Williams
Victor „Vic“ Williams (* 27. Oktober 1901 in Bordesley Green, Birmingham; † 1957) war ein englischer Fußballspieler.

## Karriere
Williams spielte im Junior football für den in Bordesley Green ansässigen Klub Bolton Unity und in der Folge für den in Redditch beheimateten Arrow Working Men's Club, bevor er ab 1924 für den FC Redditch in der Birmingham & District League spielte. Im April 1925 wechselte er für eine Ablöse von £150 zum Erstdivisionär Sheffield United, nur wenige Wochen zuvor war auch sein Mannschaftskamerad Harry Green denselben Weg gegangen. In seinem letzten Spiel für Redditch gewann der als „unermüdlicher Arbeiter“ charakterisierte rechte Außenläufer durch einen 1:0-Erfolg über Cradley Heath den Birmingham Senior Cup.
Zu seinen einzigen drei Pflichtspieleinsätzen für die erste Mannschaft von Sheffield kam Williams, der ansonsten im Reserveteam spielte, im Laufe der Saison 1926/27. Sein Debüt gab Williams bei einem 2:2-Unentschieden gegen den FC Burnley am 2. Oktober auf der rechten Außenläuferposition, bei dem er Jimmy Waugh ersetzte. In einem Pressebericht als „Unbekannter“ vorgestellt, hatte er Probleme mit der Bewachung von Burnleys Linksaußen, Louis Page. Eine Woche später stand er bei einer 0:3-Auswärtsniederlage bei Cardiff City erneut im Aufgebot. Seinen dritten und letzten Einsatz bestritt Williams am Neujahrstag 1927 als Ersatz für Tommy Boyle im Old Trafford gegen Manchester United, die Partie endete mit einer 0:5-Niederlage. Im Sommer 1928 verließ er Sheffield wieder und kehrte zum FC Redditch zurück.